# 캐논 EOS 700D
캐논 EOS 700D(Canon EOS 700D)는 캐논이 2013년 3월에 발표한 보급형 디지털 일안 반사식 카메라이며, 캐논 EOS 650D의 후속모델이다. 기존 650D에 그립감을 개선하고, 동영상 부분의 AF를 개선해 출시됐다. 이미지 센서는 650D, 60D, 7D에 탑재되었던 1800만 화소 APS-C CMOS 센서와 같은 1,800만 화소지만 노이즈 및 화질면에서 진보된 새로운 센서를 탑재하였다. 북미 시장을 기준으로 바디 단품의 가격은 US $750이며, EF-S 18-135mmF 3.5-5.6 IS STM 을 포함해 US $1,100에 출시됐다.
700D에 STM 탑재 렌즈를 사용할 시, 하이브리드 CMOS AF기술과 연계되어 동영상 촬영 중에도 저소음의 Servo AF를 구현할 수 있다. 일본에서 판매되는 이름은 Canon EOS Kiss X7i, 북미에서는 Canon EOS Rebel T5i이다.

## 650D와의 차이점
근본적으로 EOS 700D는 650D와 변한 것이 거의 없다는 비판이 있다. 이에 대해 사진 작가이자 기술자인 Gordon Laing은 크게 3가지의 차이점을 제시했다.
'대부분이 지적하는 바와 같이 650D와 700D의 차이점은 거의 없습니다. 왜냐하면, 두 기종의 정체성은 거의 동일하기 때문입니다. 하지만 크게 3가지의 차이점이 있습니다. 먼저 700D의 모드 다이얼이 360도 돌아가게 변경된 점이 있습니다. 그리고 라이브 뷰 상에서 크리에이티브 필터를 프리뷰 할 수 있게 되었습니다. 그리고 60D와 같은 중급기에서만 적용되던 인터널 코팅이 적용돼 부품의 전체적인 내구성이 향상된 것입니다.'

## 100D 와의 유사점
EOS 700D는 EOS 100D와 함께 출시됐기 때문에 유사점이 많다.
- 1,800만 화소 APS-C CMOS 센서
- 14비트 DIGIC 5 이미지 프로세서
- 0.87×배율의 95% 뷰파인더 시야율
- 1080p HD 비디오 24p, 25p 및 30p 기록 720p HD 50p, 60p 기록
- 초당 4연사
- 3인치 104만 화소 LCD 터치스크린 (단, 100D는 틸트가 불가능함)
- 외장형 마이크 및 레코더 연결을 위한 3.5mm 마이크로폰 잭

## 같이 보기
- 캐논
- 캐논 EOS
- 캐논 EF 마운트, 캐논 EF-S 마운트